# Tulearus thomassini
Tulearus thomassini is een vlokreeftensoort uit de familie van de Tulearidae. De wetenschappelijke naam van de soort is voor het eerst geldig gepubliceerd in 1979 door Ledoyer.